# 芥隱承琥
芥隱承琥（？—1495年6月8日）日本室町時代臨濟宗僧侶。

## 簡介
芥隱最初是日本京都南禪寺的僧侶。1450年（寶德二年）前往琉球弘法，先後出仕於尚泰久王、尚德王、尚圓王、尚真王四代國王。第一尚氏王朝的尚泰久王在芥隱的影響下皈依臨濟宗，建立廣嚴寺、普門寺、天龍寺、崇元寺等眾多禪寺，鑄造許多梵鐘，上面銘文多刻有「芥隱」之名。第二尚氏王朝的尚真王也皈依臨濟宗，令芥隱建立圓覺寺。
芥隱在扮演王府顧問的角色，在琉日貿易中作為外交僧的代表存在。